# Forêt nationale du Bom Futuro
La forêt nationale du Bom Futuro (portugais : Floresta Nacional do Bom Futuro) est une forêt nationale brésilienne. Elle se situe dans la région Nord, dans l'État du Rondônia.
Le parc fut créé en 1988 et couvre une superficie de 97 357 hectares.
Il s'étend sur le territoire des municipalités de Buritis et Porto Velho.